# كلايف رايس
كلايف رايس (23 يوليو 1949 في جنوب أفريقيا - 28 يوليو 2015 بكيب تاون في جنوب أفريقيا) (بالإنجليزية: Clive Rice)‏ هو لاعب كريكت جنوب أفريقي. شارك مع منتخب جنوب أفريقيا الوطني للكريكت ومنتخب اسكتلندا الوطني للكريكت. أما مع النوادي، فقد لعب مع نادي مقاطعة نوتنغهامشير للكريكت ‏ وGauteng (cricket team) ‏ ونادي مارليبون للكريكت ‏ وفريق كوازولو ناتال للكريكت ‏.

## وصلات خارجية
- كلايف رايس على موقع إي آس بي آن كريك إنفو (الإنجليزية)